# رافائل تروخیو (قایقران قایق بادبانی)
رافائل تروخیو (اسپانیایی: Rafael Trujillo‎؛ زادهٔ ۱ ژانویهٔ ۱۹۷۵) قایقران قایق بادبانی اهل اسپانیا بود.